# Emanuele Birarelli
Emanuele Birarelli (Senigallia, Italia; 8 de febrero de 1981) es un exjugador profesional de voleibol italiano, integrante de la  selección italiana.

## Biografía
Formado en la cantera del Pallavolo Falconara, debuta con el primer equipo en la Liga Italiana en la temporada 1998-99. Deja el voleibol en el 2003 a causa de un isquemia en el antebrazo; regresa tres años después en el Pallavolo Pineto en Segunda División.
Tras una temporada en el Blu Volley Verona en verano 2007 ficha por el Trentino Volley ganando muchos trofeos a través de los años. Entre ellos cuatro campeonatos, tres  Champions League y cuatro  Mundiales por club. 
Después de la marcha de Matej Kazijski es elegido capitán del equipo por la temporada 2013-14.
En su primer partido como capitán levanta la Supercopa de Italia, convirtiéndose en el voleibolista del club con más títulos (15). 
El 1 de mayo de 2015 disputa su partido número 340 con la camiseta del Trentino Volley, en ocasión del tercer partido de la serie de semifinales frente al Sir Safety Perugia (ganado por 3-2) y se convierte en el jugador con más partidos en la historia del club superando a Andrea Bari (339).
El 30 de mayo de 2015 después de 8 temporadas, 345 partidos, 2539 puntos y 16 títulos deja al Trentino Volley y ficha por el  Sir Safety Perugia. Acaba su carrera en el Blu Volley Verona dejando el voleibol profesional en verano de 2020.
Con la  selección italiana gana las medallas de plata en los  Juegos Olímpicos de Río de Janeiro 2016  Campeonatos Europeos de 2011 y de 2013 y las de bronce en los  Juegos Olímpicos de Londres 2012 y en las Liga Mundial 2013 y Liga Mundial 2014.

## Palmarés

### Clubes
- Segunda División de Italia A2 (1) : 2000-01
- Campeonato de Italia (4) : 2007-08, 2010-11, 2012-13, 2014-15
- Copa de Italia (3) : 2009-10, 2011-12, 2012-13
- Supercopa de Italia (2) : 2011, 2013
- Champions League (3): 2008-09, 2009-10, 2010-11
- Campeonato Mundial de Clubes (4) : 2009,  2010,  2011,  2012